# Оладжейту-Темур
Оладжейту-Темур (монг. Öljiyt Tömör), храмове ім'я Ченцзун (кит.: 成宗; піньїнь: Chéngzōng; 15 жовтня 1265 —10 лютого 1307) — другий імператор династії Юань.

## Життєпис
Народився у 1264 році у родині князя Чиніма, сина Хубілая. Отримав конфуціанську освіту. після смерті свого батька у 1286 році став одним з претендентів на імператорський трон. У 1287 році брав участь у придушені повстання Найана. У 1293 році став намісником імператора у Каракорумі. Після смерті Хубілая у 1294 році на курултаї в Шанду Оладжейту-Темура було обрано новим імператором Юань та великим ханом Монгольської імперії.
Новий імператор намагався поліпшити фінансовий стан держави. Для цього декілька разів звільняв окремі прошарки населення від податків. Водночас боровся проти продажу спиртного. У 1294 році заборонив його продаж. Задля поліпшення діяльності адміністративного апарату, різних шарів населення було видано кодекс законів Да-де люй-лін («Закони і розпорядження Да-де»). Впливовими політичними і військовими діячами цього часу були кипчаки Чжанур, його син Яньтимур, представники тюрського племені кангли брати Іналтото і Асанбука. Втім ці заходи не допомогли з огляду на те, що їх не виконувала монгольська знать.
Разом із заходами щодо покращення економічного стану продовжувалася загарбницька політика попередника. Втім війська Темура зазнали поразки у В'єтнамі. Після цього імператор намагався діяти більш дипломатичними заходами. У підсумку у 1295–1300 роках йому вдалося змусити володарів Бірми, Дайв'яєту, Сукхотаї визнати над собою зверхність імперії Юань. Проте цей вплив був не тривалим: у 1297–1303 роках було відправлено війська на придушення спротиву у Бірмі.

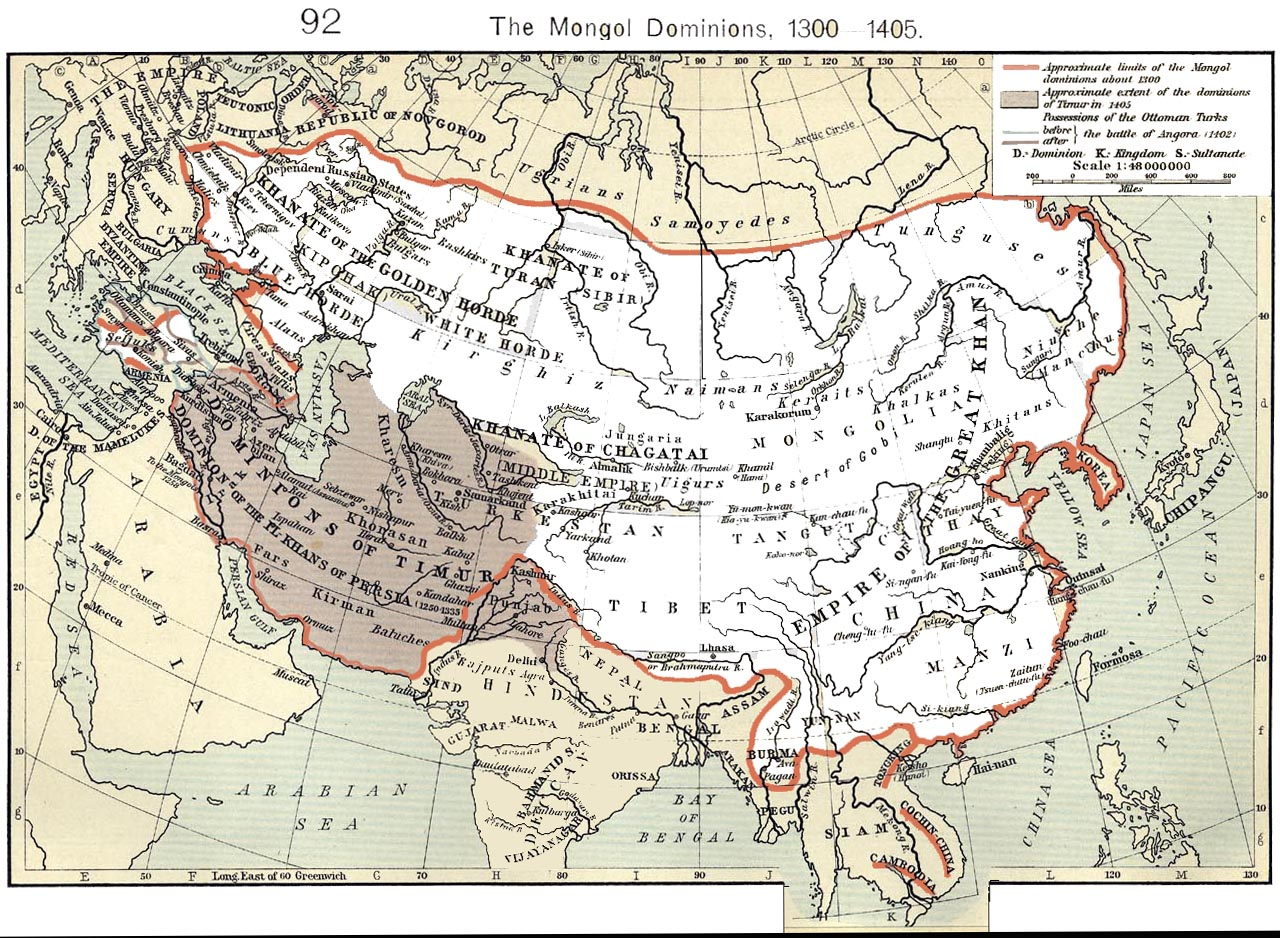
Монгольська імперія у 1300 році

Водночас Олджейту-Темур намагався змусити визнати себе васалами представників інших улусів — нащадків Чингіза. У 1301 році зазнав поразки від Хайду, але той загинув незадовго після битви. Проте того ж року у горах Цзеганшань вдалося витіснити Дуву, голови Чагатайського улусу, з Монголії. Зрештою до 1304 року формально владу династії Юань визнали володарі Чагатайського улусу, Золотої орди та ільхан Ірану. Торгові шляхи знову стали безпечні, організовані і перебували під контролем династії Юань, Оладжейту-Темур створив режим найбільшого сприяння для іноземної торгівлі, при цьому, надаючи пільги і безпосередньо фінансово підтримуючи своїх купців і виробників.
Втім ця зовнішня політика викликала виснаження фінансових ресурсів імперії. Вартість паперових грошей значно впала, зросла інфляція. В цій ситуації 10 лютого 1307 помирає Темур.